# Васильев, Антон Викторович
Васильев Антон Викторович (12 октября 1991, Санкт-Петербург) — российский футболист, защитник и полузащитник.

## Биография
Воспитанник петербургского футбола, начинал свою карьеру в команде «Русь». Выступал за «Русь» в первенстве ЛФЛ, также в сезоне 2012/13 сыграл один матч во Втором дивизионе.
В 2014 году перебрался в Эстонию, где заключил контракт с клубом «Локомотив» Йыхви, сыграл шесть матчей в чемпионате Эстонии.
После сезона, проведённого в Эстонии, Васильев вернулся в Санкт-Петербург и принял участие в Зимнем турнире МРО «Северо-Запад» за ФК «Петербург» (обладатель серебряных медалей). В дальнейшем выступал за любительские команды. В 2015 году играл за «Звезду (СПб)». В 2016 был игроком «Титана» из Клина. В 2017 году сыграл 3 матча за «Легирус» из Санкт-Петербурга.  В 2019 году выступал за «Динамо (СПб)».
В 2018 года выступал за мини-футбольную команду «Мансарда» во второй лиге Санкт-Петербурга. С 2019 выступает городе в формате 7х7 за «Аталанту» и «Золотой», а также в формате 8х8 за «Невский фронт».